# 肯德爾縣 (德克薩斯州)
肯德爾县（英語：Kendall County）是位於美國德克薩斯州中南部的一個縣。面積1,717平方公里。根據美國2000年人口普查估計，共有人口23,743人。縣治伯尼（Boerne）。
成立於1862年1月10日，縣政府成立於同年2月18日。縣名紀念美墨戰爭時期記者喬治·W·肯德爾。